# Тёзка (фильм)
«Тёзка» (англ. The Namesake) — фильм 2006 года, снятый по одноимённому роману Джумпы Лахири режиссёром Мирой Наир.

## Сюжет
Главные герои — семья индийских эмигрантов. Отец — Ашок и мать — Ашима Гангули. Молодая пара, поженившись в Западной Бенгалии, уезжает в США, где у них вскоре рождаются двое детей: сын Гоголь (Кэл Пенн) и дочь Соня (Сахира Наир). Действие фильма происходит в основном в Калькутте, Нью-Йорке и в различных местах пригородов Нью-Йорка.
Странное имя сына молодой пары связано с трагическим событием в жизни Ашока и книгой Н. В. Гоголя, которую он читал в тот момент. Юный Гоголь ощущает себя стопроцентным американцем и не испытывает никого родства с бенгальскими корнями своих родителей. Полученное при рождении имя ему очень не нравится и он спешит отказаться от него как только появляется возможность — меняет его на Нихиль (позже сокращённое до «Ник»).
Однажды Ашок — отец семейства, принимает решение посетить с женой и детьми историческую родину. После этого нечто в Гоголе начало открываться навстречу индийской культуре. В это время он встречается с американкой Максин, и их отношения контрастируют ещё больше с индийскими традициями в семье Гангули. Гоголь чувствует большее родство с семьёй Максин, нежели со своими родителями.
Как-то раз отец рассказывает сыну историю возникновения его имени. Вскоре Ашок неожиданно умирает от инфаркта. Это шокирующее событие заставляет Гоголя внимательней посмотреть на то, кем родились и жили его родители. Постепенно он отдаляется от Максин и в конце концов расстаётся с ней. Вскоре он знакомится и женится на молодой женщине с бенгальскими корнями Мушуми (Зулейха Робинсон). Однако через некоторое время их брак распадается.
Случайно Гоголь находит книгу Н. В. Гоголя, которую некогда подарил ему отец — ту самую, которую он читал в момент катастрофы. Вдохновленный её содержанием, он хочет путешествовать по миру. Ашима, потрясённая смертью мужа, решает вернуться обратно в Калькутту.

## Актёрский состав
- Кэл Пенн — Гоголь «Ник» Гангули
- Табу — Ашима Гангули
- Ирфан Хан — Ашок Гангули
- Сохам Чаттерджи — Гоголь в детстве
- Сахира Наир — Соня Гангули, сестра Гоголя
- Джасинда Барретт — Максин
- Себастьян Роше — Крис
- Зулейка Робинсон — Моушими Мазумдар
- Рума Гуха Тхакурта — мать Ашока
- Сабьясачи Чакрабарти — отец Ашимы
- Суприя Деви — бабушка Ашимы

## Критика
Фильм получил положительную оценку. В различных опросах более 80 % критиков высказалось в его поддержку. В 2007 году «Тёзка» попал с первую десятку фильмов года.
Победил на болгарском международном кинофестивале, участвовал в различных престижных номинациях.